# X-Men: The Animated Series
X-Men: The Animated Series is een animatieserie gebaseerd op de gelijknamige personages van Marvel Comics. De serie liep van 31 oktober 1992 tot 30 september 1997. De serie werd ook in Nederland uitgezonden.
X-Men: The Animated Series was Marvel Comics' tweede poging tot het maken van een animatieserie rond de X-Men. Er stond al eerder een serie gepland, maar daarvan werd uiteindelijk alleen de eerste aflevering, “Pryde of the X-Men” gemaakt.
De populariteit van de serie had, samen met de eveneens populaire Batman: The Animated Series (die rond dezelfde tijd uitkwam), een groot aantal animatieseries gebaseerd op strips tot gevolg.
Tijdens "Disney+ Day 2021" kondigde Marvel Studios aan dat een vervolg-reeks, genaamd X-men '97, in de maak is. "De geanimeerde serie zal nieuwe verhalen vertellen binnen de iconische 90s tijdlijn van de originele serie." De reeks wordt geschreven door Beau DeMayo, en zou in de herfst van 2023 uitgebracht worden via Disney+.

## Achtergrond
X-Men: The Animated Series was een van de langst lopende series op Fox Kids en ook een van de meest succesvolle. De serie was tevens een van de meest succesvolle zaterdagochtend series in de Amerikaanse geschiedenis.
X-Men: The Animated Series is tevens de langste animatieserie ooit gebaseerd op een Marvel Comics-strip. De serie liep 5 seizoenen met een totaal van 76 afleveringen. Na het succes van de film X-Men uit 2000, begon Fox met het heruitzenden van de serie. Deze heruitzendingen stopten al in 2001 toen The Walt Disney Company het bedrijf Saban Entertainment, en alle bijbehorende series, opkocht en zelf verderging met de heruitzendingen.
Het X-Men team in de serie was gelijk aan de teamsamenstelling in de strips begin 1990, en bestond uit Professor X, Cyclops, Beast, Jean Grey, Wolverine, Rogue, Gambit, Storm, en Jubilee. Ook waren er geregeld gastoptredens van andere X-Men, en zelfs andere Marvel karakters.
Fox stopte uiteindelijk vooral met het uitzenden van de serie omdat ze het feit dat Marvel Studio’s de rechten voor hun populairste serie bezat niet op prijs stelden. Om dezelfde reden stopten ze ook met de Spider-Man animated serie, ondanks dat beide series goede kritieken kregen. De populariteit van de X-Men-serie werd nog eens extra bevestigd door het feit dat nadat Fox stopte met het uitzenden ervan, de kijkcijfers met 31% daalden.

## Afleveringen
De animatieserie telde vijf seizoenen en in totaal 76 afleveringen. Net als in het gelijknamige strip gingen de afleveringen over thema's als discriminatie en intolerantie.

### Stripverhaallijn-adaptaties
Een aantal bekende verhaallijnen en gebeurtenissen uit de strip werd aangepast in de serie, zoals The Dark Phoenix Saga, Days of Future Past, de Phalanx Covenant en de Legacy Virus. De derde aflevering, Enter Magneto, bevat een confrontatie op een raketbasis: dit is grotendeels gebaseerd op het eerste gevecht tussen de X-Men en Magneto, zoals verteld in in het eerste nummer van Uncanny X-Men uit 1963. De uit seizoen vier afkomstige afleveringen Sanctuary, Parts I & II, waarin Magneto een toevluchtsoord voor mutanten creëerde, werden beïnvloed door verschillende verhaallijnen uit de comics, vooral de eerste drie nummers van X-Men: Legacy (deel 2) en het crossover verhaal Fatal Attractions.

## Karakters
In de serie kwamen veel personages uit niet alleen de X-Men-strips, maar ook andere Marvel strips voor. Deze waren verdeeld over verschillende teams. Een overzicht:

### Helden

#### X-Men
- Professor Charles Xavier, Cyclops, Storm, Wolverine, Rogue, Jean Grey, Beast, Gambit, Jubilee, Morph

#### X-Factor
- Forge, Polaris, Havok, Quicksilver, Multiple Man, Wolfsbane, Strong Guy

#### Alpha Flight
- Guardian/Vindicator, Shaman/Michael Twoyoungmen, Puck/Eugene Milton Judd, Snowbird//Narya, Northstar/Jean Paul Beaubier, Aurora/Jeanne Marie Beaubier, Sasquatch/Dr. Walter Langowski, Dr. Heather Hudson

#### Xavier Security Enforcers/The Resistance(in Bishop's toekomst)
- Forge, Bishop, Shard, Wolverine, Malcolm, Randall

#### Clan Chosen(in Cable's toekomst)
- Cable, Tyler Dayspring, Hope, Dawnsilk, Boak, Garrison Kane

#### X-Terminators
- Rusty, Skids, Boom-Boom, Whiz-Kid

#### The Mutant Resistance(In de Xavier-loze tijdlijn)
- Magneto/"De Leider", Wolverine, Storm, Beast, Jean Grey, Rogue, Mimic, Nightcrawler, Morph, Jason Wyngarde, Sabretooth, Holocaust, *Mister Sinister, Colossus, Wild Child, Gambit, Joanna Cargill, Blob, Caliban, Callisto, Masque, Pyro, Banshee, Polaris, Sunder, Blink, Angel, Sunfire

#### S.H.I.E.L.D. (als cameo)
- Nick Fury
- G. W. Bridge
- War Machine

### Gastoptredens
- Moira MacTaggert
- Banshee/Sean Cassidy
- Phoenix
- Colossus/Piotr Rasputin
- Magik Illyana Rasputin
- Nightcrawler/Kurt Wagner
- Psylocke/Elizabeth Braddock
- Archangel/Warren Worthington III
- Silver Fox
- Maverick/Christoph Nord
- Darkstar
- Lilandra Neramani
- Sage Araki
- ongshot
- Ka-Zar & Zabu
- Warlock
- Cannonball/Sam Guthrie
- Captain America/Steve Rogers
- Scarlet Witch/Wanda Maximoff
- Spider-Man/Peter Parker
- War Machine/James Rhodes
- Sunfire/Shiro Yoshida
- Captain Britain/Brian Braddock
- Thor/Donald Blake
- Doctor Strange/Stephen Strange
- Eternity
- Black Panther
- Mjnari
- Darrell Tanaka
- Iceman/Bobby Drake
- Morph
- Dazzler/Alison Blaire
- Ghost Rider (cameo)
- Hulk (alleen in verschijning, het betrof hier een robot)

### Neutrale Mutanten
- Magneto/Eric Magnus Lensherr, The External

#### Starjammers
- Corsair, Hepzibah, Raza Longknife, Ch'od, Cr+eee.

#### Acolytes
- Fabian Cortez, Amelia Voght, Marco Delgado, Carmella Unuscione, Chrome/Allen Marc Yuric

Joanna Cargill, Byron Calley

#### Morlocks
- Callisto, Annalee, Masque, Sunder, Leech, Tommy, Plague, Erg, Tarbaby, Ape, Mole, Scaleface, Glowworm, Caliban

### Vijanden

#### Afzonderlijke
- Apocalypse/En Sabah Nur
- Mister Sinister/Nathaniel Essex
- De Shadow King/Amahl Farouk
- Dark Phoenix
- Sabretooth/Victor Creed
- Omega Red/Arkady Rossovich
- Master Mold & Sentinels
- Nimrod
- Trevor Fitzroy
- D'Ken
- Davan Shakari/Erik the Red
- Zaladane
- Garokk
- Deathbird/Cal'syee Neramani
- Juggernaut/Cain Marko
- Mojo
- Black Tom Cassidy
- Senator Robert Kelly
- Henry Peter Gyrich
- Bolivar Trask
- Cameron Hodge
- Zebediah Kilgrave/Purple Man
- De High Evolutionary & the New Men
- Arkon
- Proteus/Kevin McTaggart
- De Red Skull/Johann Schmidt
- Silver Samurai/Kenuicho Harada
- Lady Deathstrike

#### Brotherhood of Mutants
- Magneto
- Mystique/Raven Darkholme
- Avalanche/Dominic Szilard Petros
- Pyro/St. John Allerdyce
- Blob/Frederick J. Dukes
- Destiny/Irene Adler
- Spiral

#### Nasty Boys
- Gorgeous George
- Ruckus
- Slab
- Hairbag
- Morph

#### Savage Land Mutates
- Sauron/Lykos
- Brainchild
- Amphibious
- Lupo
- Barbarus
- Vertigo

#### Inner Circle Club
- Sebastian Shaw
- Emma Frost
- Jason Wyngarde
- Harry Leland
- Donald Pierce
- Lady Selene

#### Horsemen of Apocalypse
- Warren Worthington III/Archangel/Death
- Abraham Kieros/War
- Plague/Pestilence
- Autumn Rolfson/Famine
- Death II
- War II
- Pestilence II
- Famine II

#### Mojo's Agenten
- Spiral
- Major Domo
- Quark
- Gog n' Magog
- Arize
- The Warwolves

#### Weapon X
- Professor Oyama
- Dr. Cornelius
- Talos

#### Avengers(in the Xavier-loze timeline)
- Captain America
- Iron Man
- Giant Man
- Wasp
- Hercules
- Scarlet Spider
- Dr. Doom

## Cast
| Acteur             | Rol                                 |
| Cedric Smith       | Professor X                         |
| Cathal J. Dodd     | Wolverine/Logan                     |
| Norm Spencer       | Cyclops/Scott Summers               |
| Iona Morris        | Storm/Ororo Munroe (I) (1992)       |
| Alison Sealy-Smith | Storm/Ororo Munroe (II) (1992–1997) |
| Chris Potter       | Gambit/Remy LeBeau (I) (1992–1996)  |
| Tony Daniels       | Gambit/Remy LeBeau (II) (1997)      |
| Lenore Zann        | Rogue                               |
| George Buza        | Beast/Dr. Henry “Hank” McCoy        |
| Catherine Disher   | Jean Grey/Phoenix                   |
| Alyson Court       | Jubilee/Jubilation Lee              |
| Lawrence Bayne     | Cable                               |
| John Colicos       | Apocalypse                          |
| David Hemblen      | Magneto                             |

## Afleveringen

### Seizoen 1
1. Night of the Sentinels: Part 1
2. Night of the Sentinels: Part 2
3. Enter Magneto
4. Deadly Reunions
5. Captive Hearts
6. Cold Vengeance
7. Slave Island
8. The Unstoppable Juggernaut
9. The Cure
10. Come the Apocalypse
11. Days of Future Past: Part 1
12. Days of Future Past: Part 2
13. The Final Decision

### Seizoen 2
1. 'Till Death Do Us Part: Part 1
2. 'Till Death Do Us Part: Part 2
3. Whatever It Takes
4. Red Dawn
5. Repo Man
6. X-Ternally Yours
7. Time Fugitives: Part 1
8. Time Fugitives: Part 2
9. A Rogue's Tale
10. Beauty & the Beast
11. Mojovision
12. Reunion: Part 1
13. Reunion: Part 2

### Seizoen 3
1. Out of the Past: Part 1
2. Out of the Past: Part 2
3. Phoenix Saga, Part 1: Sacrifice
4. Phoenix Saga, Part 2: Dark Shroud
5. Phoenix Saga, Part 3: Cry of the Banshee
6. Phoenix Saga, Part 4: Starjammers
7. Phoenix Saga, Part 5: Child of Light
8. Savage Land, Savage Heart: Part 1
9. Savage Land, Strange Heart: Part 2
10. Obsession
11. The Dark Phoenix: Part 1 - Dazzled
12. The Dark Phoenix: Part 2 - Inner Circle
13. The Dark Phoenix: Part 3 - Dark Phoenix
14. The Dark Phoenix: Part 4 - The Fate of Phoenix
15. Cold Comfort
16. Orphan's End
17. The Juggernaut Returns
18. Nightcrawler
19. Weapon X, Lies, & Videotape

### Seizoen 4
1. One Man's Worth: Part 1
2. One Man's Worth: Part 2
3. Courage
4. Proteus: Part 1
5. Proteus: Part 2
6. Sanctuary: Part 1
7. Sanctuary: Part 2
8. Beyond Good and Evil: Part 1
9. Beyond Good and Evil: Part 2
10. Beyond Good and Evil: Part 3
11. Beyond Good and Evil: Part 4
12. Have Yourself a Morlock Little Christmas
13. Lotus and the Steel
14. Love in Vain
15. Secrets, Not Long Buried
16. Xavier Remembers
17. Family Ties

### Seizoen 5
1. The Phalanx Covenant: Part 1
2. The Phalanx Covenant: Part 2
3. A Deal with the Devil
4. No Mutant Is an Island
5. Longshot
6. Bloodlines
7. Storm Front: Part 1
8. Storm Front: Part 2
9. Jubilee's Fairytale Theater
10. Fifth Horseman
11. Old Soldiers
12. Descent
13. Hidden Agendas
14. Graduation Day

## Trivia
- Het X-Men team uit deze serie had ook een gastoptreden in de Spider-Man-animatieserie, zelfs met dezelfde stemacteurs.
- De X-Men: Manga serie bevatte verhalen gebaseerd op de eerste twee seizoenen van deze serie.